# أيليوس غالوس
غايوس أيليوس غالوس (باللاتينية: Aelius Gallus) هو حاكم مصر الروماني بين عامي 26 - 24 ق م، تولى حملة لضم المملكة السبئية في اليمن للإمبراطورية الرومانية بأمر الإمبراطور أغسطس، وكانت نتائج هذه الحملة كارثية. وكانت القوات قد تأثرت بشدة من الأمراض والحر وقلة الماء والمقاومة العنيدة من السكان. وكان غدر أحد المرشدين الأجانب قد زاد من محنته، وبعد ستة أشهر اضطر غالوس للعودة للإسكندرية بعد أن خسر أغلب قواته في الحملة. وقد كان صديقا للجغرافي سترابون، وقد عرّفه الباحثون مع شخص أيليوس غالوس الذي استشهد غالينوس به كثيرا، والذي يقال أن أدويته استعملت بنجاح في الحملة العربية.

## الخلفية التاريخية
يقول سترابون بأنّه في عهد أغسطس انطلق أسطول من 120 سفينة من ميناء ميوس هورموس (Myos Hormos) باتجاه الهند التي نجح في الوصول إليها، وبعد ذلك تبادلت روما سفارات ومبعوثين مع الهند ووصلت سلع بلاد العرب وأفريقيا والهند إلى روما ومدن الإمبراطورية في البحر المتوسّط عموما مثل البهارات والعطور والصمغ والجواهر والعاج والخشب والأحجار الكريمة.
أصبحت الطريق إلى عمان والهند هي طريق البخور والسلع النادرة وتضاعفت الرحلات ذهابا وإيابا وأصبحت الطريق البحرية إلى الهند أكثر أمانا من الطرق البرّية، والحال أنّ الرحلات أصبحت أطول من السويس إلى الهند مرورا بحضرموت، وكان لا بدّ من دفع إتاوات باهظة للسبئيين في مخا ثمّ لزعماء القبائل الحِمْيَرية في حضرموت ثمّ للفُرس في مضيق هرمز وهؤلاء يقتطعون زيادة على الإتاوة عشر السلعة أيضا، وكانت هذه الضرائب وموقف اليمنيين الذين يريدون فرض إرادتهم على الملاحة في بحر عمان وخليج عدن سببا في قرار الإمبراطور أغسطس الطلب من التجار المصريين إرسال حملة لإخضاع المملكة السبئية للسلطة الرومانية والتي انتهت بهزيمة روما وانسحابها.